# Rhinactinidia
Rhinactinidia,  es un género perteneciente a la familia Asteraceae. Comprende 6 especies descritas y solo 2 aceptadas.

## Taxonomía
El género fue descrito por Carl Ludwig Willdenow y publicado en Magazin für die Neuesten Entdeckungen in der Gesammten Naturkunde, Gesellschaft Naturforschender Freunde zu Berlin 1(2): 139. 1807.

## Especies
A continuación se brinda un listado de las especies del género Rhinactinidia aceptadas hasta junio de 2011, ordenadas alfabéticamente. Para cada una se indica el nombre binomial seguido del autor, abreviado según las convenciones y usos.
- Rhinactina limonifolia Less.
- Rhinactina novopokrovskyi Krasch. & Iljin